# Alina Maksymenko
Pour les articles homonymes, voir Maksymenko.
Alina Oleksandrivna Maksymenko (en ukrainien : Аліна Олександрівна Максименко) est une gymnaste ukrainienne née le 10 juillet 1991 à Zaporijia en Ukraine.

## Biographie
Petite fille, Alina a été repérée par un coach de gymnastique rythmique lors d'une fête de village. L'entraîneur lui a proposé de pratiquer ce sport, mais la mère de la fillette a refusé, car le club de gymnastique en question se trouvait trop loin de leur lieu d'habitation. Quelques années plus tard, Alina demanda à sa mère si elle pouvait commencer à faire de la GR. Cette dernière accepta.

## Carrière sportive

### Saisons 2008-2010

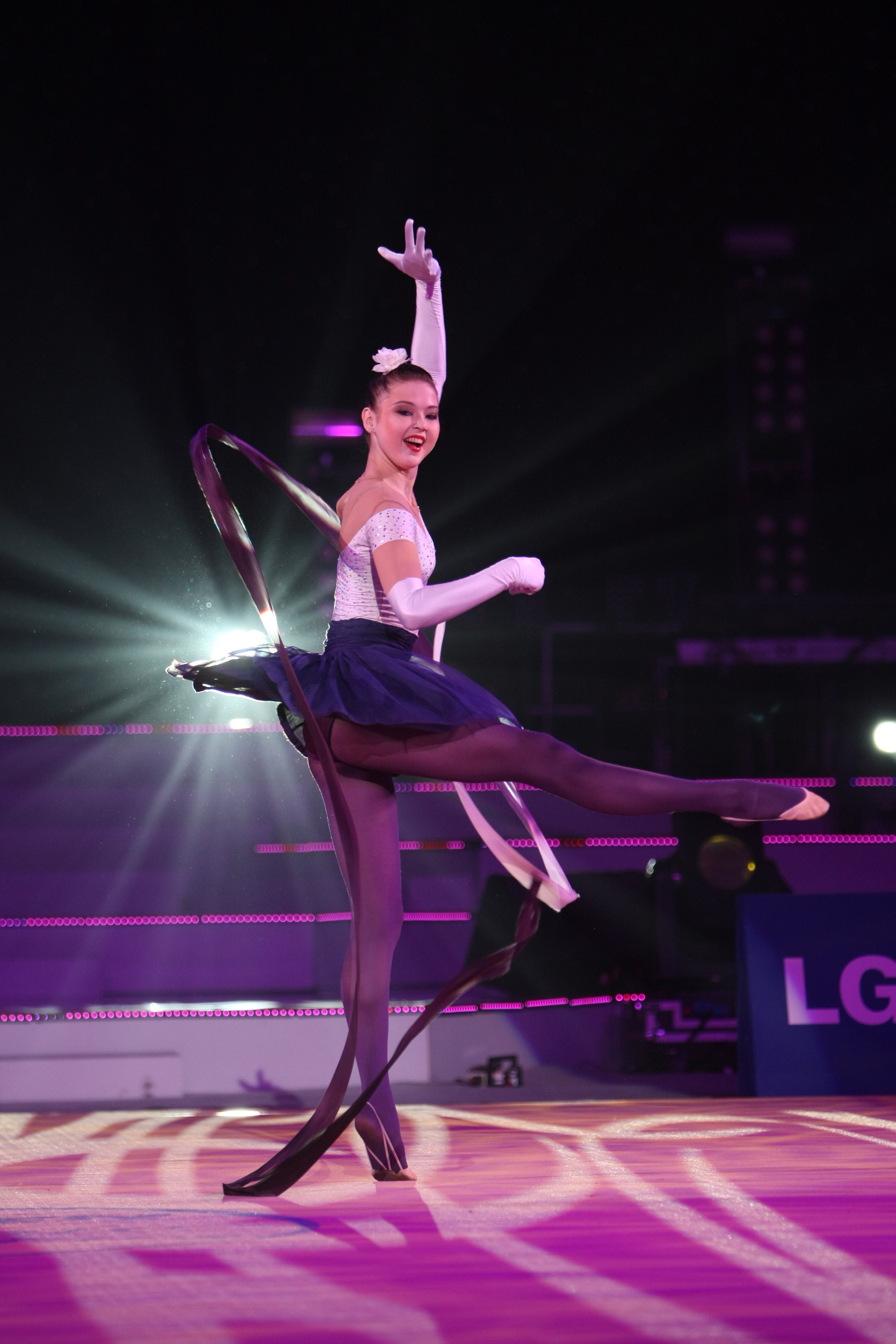
Alina en 2011

Évoluant encore dans la compétition de groupe, Alina participe aux jeux olympiques de Pékin en 2008. Elle termine 16e au concours général individuel aux championnats du monde de 2009, et 5e à ceux de 2010, où elle est l'une des deux gymnastes à parvenir à se qualifier pour toutes les finales par engins. Alina Maksimenko est considérée comme une des gymnastes les plus expressives au monde.

## Palmarès

### Jeux olympiques
- Londres 2012
  - 6e au concours général individuel.

### Championnats du Monde
- Montpellier 2011
  -  médaille de bronze au concours général par équipe.

- Kiev 2013
  -  médaille de bronze aux massues

### Championnats d'Europe
- Baku 2009
  -  médaille de bronze au concours général par équipe.

- Minsk 2011
  -  médaille de bronze au concours général par équipe.
  -  médaille de bronze aux massues.

- Vienne 2013
  -  médaille d'argent au concours général par équipe.

### Jeux mondiaux
- Cali 2013
  -  médaille de bronze au ballon et aux massues.